# 館山市立房南学園
館山市立房南学園（たてやましりつ ぼうなんがくえん）は、千葉県館山市佐野にある公立の小中一貫校。

## 概要
2017年（平成29年）4月5日、生徒減少により富崎小学校、神戸小学校、房南中学校を併合し房南学園が開校した。
房南学園ではなく房南中学校、房南小学校と呼称される場合もある。

## 沿革

### 房南中学校
出典：
1941年（昭和16年）6月1日に横須賀海軍砲術学校の分校として開校した館山海軍砲術学校が、1944年（昭和19年），房総半島全域が本土決戦の重点地域になった際、館山警備隊となった。しかし、平砂浦が米軍上陸地点のひとつに想定されていたため1945年（昭和20年）7月に館山海軍砲術学校は閉鎖した。そして1947年（昭和22年）5月、施設を利用する形で神戸村、富崎村によって組合立房南中学校を開校した。

#### 年表
出典：
- 1947年（昭和22年）5月 - 神戸村・富崎村によって「組合立房南中学校」が開校。
- 1951年（昭和26年）5月 - 千葉県立安房第二高等学校房南分校を併設（1968年3月まで）。
- 1954年（昭和29年）5月3日 - 市村合併により、「館山市立房南中学校」に改称。
- 1961年（昭和36年）10月 - 技術・家庭科室を設置（160 m2）。
- 1968年（昭和43年）
  - 3月 - 生徒消防隊全国消防長官彰受賞。
  - 4月 - 少年消防クラブ国家消防庁長官彰受賞。
- 1969年（昭和44年）4月 - 新校舎を落成し、5月より新校舎にて授業開始。
- 1970年（昭和45年）5月 - 文部省道徳教育研究校に指定。
- 1972年（昭和47年）6月 - 体育館を落成。
- 1976年（昭和51年）8月 - 剣道部男子が県総合体育大会にて4連覇を達成。
- 1978年（昭和53年）
  - 4月 - 県教育委員会より学校安全推進地域研究中心校に指定。
  - 8月 - プール竣工。
- 1979年（昭和54年）
  - 8月 - 剣道部男子県総合体育大会優勝，関東大会準優勝。
  - 9月 - 体育文化活動後援会設立。
- 1980年（昭和55年）1月 - 学校安全優良校として県教育委員会表彰受賞。
- 1981年（昭和56年）
  - 3月 - 若潮マラソン大会第1回会場。
  - 4月 - 柔剣道場竣工。
  - 8月 - 剣道部男子関東大会準優勝、体操部（1名）関東大会出場。
- 1982年（昭和57年）
  - 1月 - 全国学校安全研究大会にて研究発表。
  - 3月 - 日本学校安全会より感謝状受賞。
  - 11月 - 安全教育の功績で千葉県知事表彰受賞。
- 1983年（昭和58年）
  - 6月 - PTA運営及び活動の功績で県PTA連絡協議会長表彰受賞。
  - 10月 - 学校安全教育の功績で文部大臣表彰受賞。
- 1984年（昭和59年）7月 - 安全教育の功績で内閣総理大臣表彰受賞。
- 1986年（昭和61年）9月 - 開校40周年記念として同窓会より校旗が寄贈。
- 1988年（昭和63年）5月 - 県教委より「心身障害者理解推進教育研究校」として指定。
- 1991年（平成3年）5月 - 千葉県福祉教育推進校として指定。
- 1995年（平成7年）8月 - 新校舎完成。
- 1996年（平成8年）1月 - 新校舎竣工式。
- 1997年（平成9年）4月 - 館山市教育委員会マイスクール推進事業研究協力校として委託を受ける。（地域人材の活用開始）
- 1998年（平成10年）8月 - 関東中学校剣道大会男子団体・女子個人出場、全国中学校剣道大会男・女個人出場。
- 1999年（平成11年）
  - 7月 - 剣道部男子県総合体育大会優勝・女子準優勝。
  - 8月 - 関東中学校剣道大会男女団体出場・女子敢闘賞　全国中学校剣道大会男子団体出場。
- 2000年（平成12年）7月 - 県総合体育大会剣道部女子優勝・男子5位・女子個人優勝。
  - 8月 - 関東中学校剣道大会女子3位、全国中学校剣道大会女子ベスト8・個人敢闘賞。
  - 11月 - 県中学校新人剣道大会女子優勝・個人優勝。
- 2001年（平成13年）1月 - 体育館耐震工事。
  - 7月 - 県総合体育大会剣道部女子優勝・女子個人優勝。
  - 8月 - 全国中学校剣道大会女子個人3位。
  - 11月 - 県教委指定「地域で育てる豊かな心」推進校の道徳授業公開、県中学校新人剣道大会女子優勝・女子個人優勝・同3位。
- 2002年（平成14年）
  - 8月 - 県総合体育大会剣道部女子団体優勝・女子個人優勝、全国中学校剣道大会に剣道部5年連続県代表として出場。
  - 12月 - 県中学校新人剣道大会男子団体優勝・女子個人3位。
- 2003年（平成15年）8月 - 関東中学校剣道大会男子団体・女子団体出場。
- 2004年（平成16年）
  - 4月 - 学童農園・食育活動研究校に指定。
  - 12月 - 県中学校新人剣道大会男子団体準優勝。
- 2005年（平成17年）
  - 3月 - 日本教弘教育賞優良賞受賞。
  - 8月 - 剣道女子団体関東大会出場。
- 2007年（平成19年）
  - 3月 バリアフリー改修工事。
  - 8月 - 陸上女子走幅跳全国・関東大会出場。
- 2008年（平成20年）8月 - 陸上JrオリンピッククラスＢ砲丸投出場。
- 2009年（平成21年）
  - 8月 - 陸上女子砲丸投関東大会出場。
  - 12月 - 体育館の床改修。
- 2010年（平成22年）10月 - 県中学校新人陸上競技大会棒高跳優勝、千葉国体剣道練習会場。
- 2011年（平成23年）8月 - 関東中学校陸上競技大会棒高跳10位。
- 2012年（平成24年）
  - 8月 - 全国中学校陸上競技大会棒高跳出。
  - 10月 - 県中学校新人陸上競技大会棒高跳優勝。
- 2013年（平成25年）8月 - 全国中学校陸上競技大会棒高跳び出場。

## 部活動

### 常設部
- 野球部
- バスケットボール部
- 剣道部
- 陸上競技部
- 吹奏楽部

### 特設部
期間限定の部活として、以下の部が設けられる。
- 英語部
- 駅伝部

出典：

## 著名な出身者
- 鈴木朋樹（英語版） ‐ パラリンピック陸上競技選手[6]

## 当校を舞台とした作品
- ビーチボーイズ ‐ 和泉真琴が通っていた美崎市立第3高校。房南中学校時代の1997年に撮影された[7]。